# Monachochlamys madagascariensis
Monachochlamys madagascariensis là một loài thực vật có hoa trong họ Ô rô. Loài này được (S. Moore) S. Moore mô tả khoa học đầu tiên năm 1929.